# Wu Teh Yao

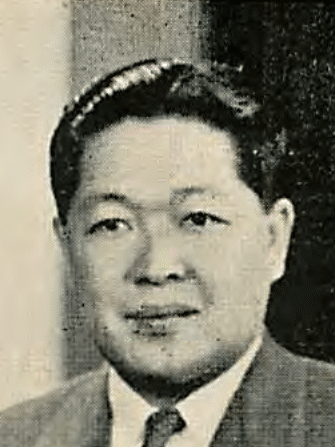
Wu Teh Yao (1951)

Wu Teh Yao (吴德耀; * 12. Januar 1915 in Hainan; † 17. April 1994 in Taipei) war ein chinesischer Pädagoge, Politikwissenschaftler und Präsident der Tunghai-Universität.
Im Jahr 1936 machte er seinen Abschluss an der Chung Ling National Chinese High School in Penang und besuchte später die Universität Nanjing. Nachdem er 1940 einen Bachelor of Arts erhalten hatte, ging er zum Studium in die Vereinigten Staaten. 1946 erhielt er einen Ph.D. in Politikwissenschaft von der Harvard University. Nach seinem Abschluss arbeitete er als Forscher am Institut für Politikwissenschaft des Massachusetts Institute of Technology. Später arbeitete er im Sekretariat der Vereinten Nationen. Er war  an der Ausarbeitung der Allgemeine Erklärung der Menschenrechte beteiligt. 1954 ging er nach Taiwan, einer der Gründer der Tunghai-Universität, wo er als Professor für Politikwissenschaft und Dekan der Philosophischen Fakultät fungierte; von 1956 bis 1971 war er Präsident der Tunghai-Universität. Von 1971 bis 1975 war er Professor für Politikwissenschaft an der National University of Singapore.
Von 1975 bis 1980 war er Professor und Dekan des Forschungsinstituts und Präsident der Nanyang-Universität. 1980 wurde er Professor für Politikwissenschaft an der National University of Singapore und fungierte nach seiner Pensionierung auch als Direktor des Instituts für Ostasiatische Philosophie.
Er starb am 17. April 1994 im Alter von 79 Jahren.